# 正月テレビは人間テレビ
『正月テレビは人間テレビ』（しょうがつテレビはにんげんテレビ）は、1989年の正月三が日を使って、毎日17時30分から翌日3時まで生放送されたNHK総合テレビジョン（NHK衛星第2テレビジョン同時放送）の特別番組である。
同番組は、1月1日「日本」、1月2日「地球」、1月3日「人間」を中核のテーマとして、そのテーマに沿った特別番組（ドラマ、教養ドキュメンタリー、トークバラエティーなど）を連日9時間半集中編成、特に午前0時30分から3時まではNHK衛星第1テレビジョン『ワールドニュース』とのコラボレーションによる同時生放送も行われたほか、『春日局』が、1967年の『三姉妹』以来22年ぶりとなる大河ドラマ元日生放送からのスタートとなった。

## 総合司会
いづれも当時NHK正職員アナウンサー
- 桜井洋子
- 古屋和雄
- 中村克洋

## 放送内容

### 1月1日（第1日）「日本」
- 17:30-17:40　グランドオープニング
- 17:40-17:50　世界は今～新年の表情
- 17:50-18:50　あなたの不思議に答えます「Qボックスだ!日本だ!」（以上2番組　コーナー司会・春風亭小朝、黒田あゆみ、ゲスト・岡本太郎）
- 18:50-19:00　ローカルニュース・天気予報
- 19:00-19:15　7時のニュース・全国の天気予報（コーナー司会・松平定知）
- 19:15-19:30　動乱時代を語る（ゲスト・橋田寿賀子）
- 19:30-20:54　大河ドラマ・春日局第1話「父の出陣」（脚本・橋田寿賀子、出演・大原麗子、佐久間良子ら）
- 20:54-21:10　ビッグトーク「外から見た日本」（ゲスト・オノ・ヨーコ、山田太一、岩城宏之）
- 21:10-22:00　バラエティー1億2000万人の知恵（ゲスト・山田久志、森川由加里、つみきみほ、兵藤ゆき、大島渚、村崎芙蓉子）
- 22:00-22:30　ワールドニューススペシャル
- 22:30-23:50　太郎の国を物語る（ゲスト・司馬遼太郎）
- 23:50-24:00　人間テレビ
- （以下2日）0:00-0:15　NHKニュース・全国の天気予報
- 0:15-0:30　第1日のまとめ
- 0:30-3:00　ワールドニューススペシャル（BS1同時。BS2は昭和天皇の病状を伝える有事対応のためのフィラーとして「都心カメラの映像と音楽」に差し替え〈実質放送終了〉）

### 1月2日（第2日）「地球」
- 17:30-17:45　第2日のオープニング
- 17:45-18:50　あなたの不思議に答えます「Qボックスだ!地球だ!」（コーナー司会・春風亭小朝、黒田あゆみ、ゲスト・和泉雅子）
- 18:50-19:00　ローカルニュース・天気予報
- 19:00-19:15　7時のニュース・全国の天気予報（コーナー司会・松平定知）
- 19:15-19:20　素晴らしい地球-壮大な北極圏-
- 19:20-20:20　北極圏スペシャル（コーナー司会・中村克洋、目加田賴子、ゲスト・赤澤威、秦正純）
- 20:20-20:30　素晴らしい地球-南半球・シドニー生中継-
- 20:30-21:05　ワールドニューススペシャル
- 21:05-22:00　ミュージックワールドTOKYO'89（コーナー司会・道傳愛子、出演・アダモ、ペギー・マーチ、ネリダ&ネルソン、尹福姫、谷村新司、服部克久）
- 22:00-23:30　討論会・’89世界と日本「ゆらぐ自由貿易・どうなる地球経済」（コーナー司会・磯村尚徳、ゲスト・チャールズ・キンドルバーガー、ドナルド・M・フレイザー）
- 23:30-23:35　人間テレビ
- 23:35-23:50　NHKニュース・全国の天気予報
- 23:50-（3日）0:25　宇宙からズームイン（出演・坂田俊文、樋口敬二）
- （以下3日）0:25-0:30　第2日のまとめ
- 0:30-3:00　ワールドニューススペシャル（BS1同時。BS2は「都心カメラの映像と音楽」に差し替え〈実質放送終了〉）

### 1月3日（第3日）「人間」
- 17:30-17:40　第3日のオープニング
- 17:40-18:50　あなたの不思議に答えます「Qボックスだ!人間だ!」（コーナー司会・春風亭小朝、黒田あゆみ、ゲスト・川上麻衣子、養老孟司、江川悦子
- 18:50-19:00　ローカルニュース・天気予報
- 19:00-19:15　7時のニュース・全国の天気予報（コーナー司会・松平定知）
- 19:15-19:30　鯨をめぐる情報生理学
- 19:30-21:30　ドラマスペシャル「私が愛した鯨」（原作・ジェームス三木、出演・津川雅彦、三木のり平、水島かおり、木の実ナナら）
- 21:30-21:40　海洋はロマンの母（出演・C・W・ニコル）
- 21:40-22:25　驚異の小宇宙・人体（コーナー司会・小出五郎、タモリ）
- 22:25-22:30　中継・人間賛歌
- 22:30-23:30　ワールドニューススペシャル&アジア国境を行く（コーナー司会・国谷裕子）
- 23:30-24:00　グランドフィナーレパート1
- （以下4日）0:00-0:15　NHKニュース・全国の天気予報
- 0:15-0:30　グランドフィナーレパート2「テレビの過去・現在・未来」
- 0:30-3:00　ワールドニューススペシャル（BS1同時。BS2は「都心カメラの映像と音楽」に差し替え〈実質放送終了〉）